# FA 여자 슈퍼리그
FA 여자 슈퍼리그(영어: FA Women's Super League FA 위민스 슈퍼리그[*], 약칭 FA WSL, FA WSL 1)는 잉글랜드의 최상위 여자 축구 리그이다. 2010년 3월 22일에 잉글랜드 축구 협회에 의해 설립되었으며, 12개 팀이 참가한다. 하위 리그로는 FA 여자 챔피언십(FA Women's Championship)이 있다.

## 진행 방식
FA 여자 슈퍼리그는 홈 앤 어웨이 방식의 리그전으로 진행되며 한 팀당 22경기를 치른다. FA 여자 슈퍼리그에서 가장 낮은 성적을 기록한 1개 팀은 FA 여자 챔피언십으로 강등되고 FA 여자 챔피언십에서 가장 높은 성적을 기록한 2개 팀은 FA 여자 슈퍼리그 참가 자격 심사를 통해 승격 여부가 결정된다. FA 여자 슈퍼리그에서 가장 높은 성적을 기록한 2개 팀은 UEFA 여자 챔피언스리그 본선에 직행한다.

## 2019-20 시즌 참가 팀
- 아스널 WFC (Arsenal W.F.C.) - 하트퍼드셔주
- 버밍엄 시티 WFC (Birmingham City W.F.C.) - 버밍엄
- 브라이턴 & 호브 앨비언 WFC (Brighton & Hove Albion W.F.C.) - 브라이턴 호브
- 브리스틀 시티 WFC (Bristol City W.F.C.) - 브리스틀
- 첼시 FC 위민 (Chelsea F.C. Women) - 런던
- 에버턴 LFC (Everton L.F.C.) - 리버풀
- 리버풀 FC 위민 (Liverpool F.C. Women) - 리버풀
- 맨체스터 시티 WFC (Manchester City W.F.C.) - 맨체스터
- 맨체스터 유나이티드 WFC (Manchester United W.F.C.) - 맨체스터
- 레딩 FC 위민 (Reading F.C. Women) - 레딩
- 토트넘 홋스퍼 FC 위민 (Tottenham Hotspur F.C. Women) - 런던
- 웨스트햄 유나이티드 FC 위민 (West Ham United L.F.C.) - 런던